# Osobní vodní doprava v Německu

## Labe

### Linky Saské paroplavby
Saská paroplavba (Die Sächsische Dampfschiffahrt) ve svých propagačních materiálech inzeruje, že provozuje nejstarší a největší flotilu kolesových parníků na světě. Provozuje kolesové parníky Stadt Wehlen (1879), Diesbar (1884), Meissen (1885), Pillnitz (1886), Krippen (1892), Kurort Rathen (1896), Pirna (1898), Dresden (1926), Leipzig (1929), dvě velké kolesové motorové lodi August der Starke (1994) a Gräfin Cosel (1994) a dvě malé motorové lodi Bad Schandau (1987) a Lilienstein (1982).
Plavby jsou vedeny na těchto linkách:
- Sächsische Weinstraße (Saská Vinná ulice): Seußlitz – Meißen – Dresden (v sezóně jeden pár spojů denně)
- Elbtallinie (Labské údolí) a Sächsische Schweiz (Saské Švýcarsko): Dresden – Zámek Pillnitz – Pirna – Königstein – Bad Schandau (v sezóně tři až čtyři páry spojů denně, část spojů končí v Königsteinu)
- Schlösserfahrt (Zámecká plavba): Dresden – Zámek Pillnitz (v sezóně čtyři páry spojů denně)
- Böhmische Schweiz (České Švýcarsko): Pirna – Königstein – Bad Schandau – Děčín (V sezóně jeden pár denně, do Děčína pouze v červenci a srpnu každé 2 a 4 pondělí v měsíci)
- okružní plavby z Drážďan

### Hornolabská dopravní společnost
- Bad Schandau město – Postelwitz (Krippen) – Schmilka – Schöna - Hřensko (podélná plavba 5× denně, neplatí tarif VVO, OVPS – Hornolabská dopravní společnost), navazuje na přívozy provozované toutéž společností

### Přívozy
Většina přívozů je zařazena do místních integrovaných dopravních systémů v rámci dopravních svazů.

## Spréva

### Přívozy na Berlínsku
Přívozy v okolí Berlína (řeka Spréva, Spree) jsou součástí berlínského integrovaného systému veřejné dopravy. V jeho rámci jsou očíslovány jako linky F 1 až F 12